# سد تانگوتراکو کت
سد تانگوتراکو کت (به لاتین: Tangeværket Dam) یک نیروگاه برقابی و سد در دانمارک است که در Viborg Municipality واقع شده‌است.